# Масю
Масю (Масю-Ко; яп. 摩周湖) — бессточное кратерное озеро в восточной части японского острова Хоккайдо. Располагается на территории округа Кусиро в префектуре Хоккайдо. Входит в состав национального парка Акан.
Масю представляет собой пресноводное олиготрофное озеро в одноимённой голоценовой кальдере, находящееся на высоте 351 м над уровнем моря. На западе стенки кальдеры достигают в некоторых местах высоты 300 м. Площадь озера составляет 19,2 км², глубина достигает 211,4 м, объём — 2,7 км³. Протяжённость береговой линии — 20 км. В начале 1930-х годов прозрачность воды достигала более 40 м, но в дальнейшем прозрачность существенно снизилась и к середине 1980-х годов составляла около 22—25 м. Дно озера большей частью ровное, с отложениями пемзы. В центральной части озера есть небольшой овальный остров Камуисю размером 50 м на 70 м, являющийся выступающей на 25 м над водой вершиной дацитового купола.
В озеро впадает два водотока, площадь водосборного бассейна озера равняется 33 км². Поверхностного стока нет, но так как уровень уреза воды в озере остается довольно стабильным считается, что происходит инфильтрация через пористые донные отложения.